# Свагдрика

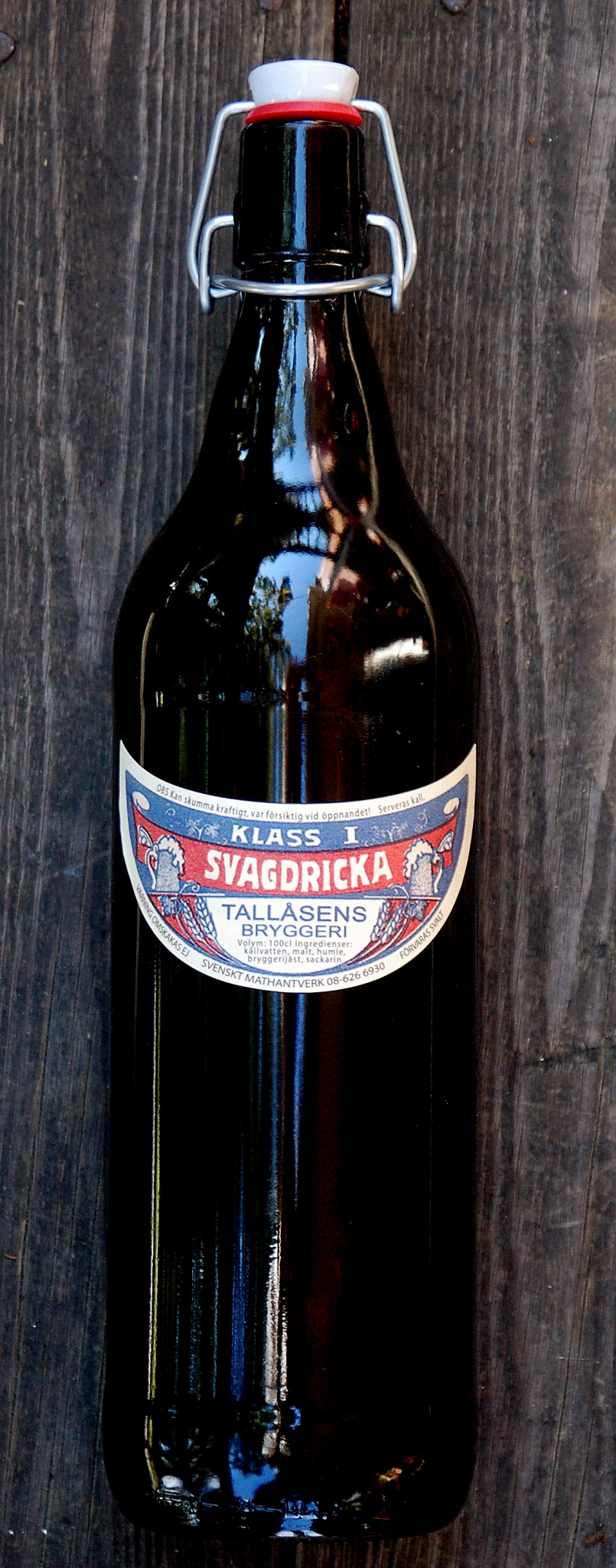
Бутылка Свагдрики

Свагдрика (швед. svagdricka, буквально «слабый напиток») — разновидность сладкого, темного, слабоалкогольного (крепостью менее 2,25 %) солодового напитка или эля.
В начале XX века местное производство свагдрики было распространено по всей Швеции, но в последние десятилетия её популярность пошла на убыль. Это напиток верхового брожения, непастеризованный и напоминает русский квас. Это один из двух старых шведских сортов пива, дошедших до наших дней (второй — gotlandsdricka). К настоящему времени осталось всего несколько производителей, и объёмы их производства сильно колеблются в зависимости от сезона с пиками в период Рождества и Пасхи, когда его употребляют вместе с традиционными шведскими блюдами, хотя по популярности его затмевает юлмуст.
Свагдрика была любимым напитком Карла XII.